# Tiencsini metró
A Fucsoui metró (egyszerűsített kínai írással: 天津地铁, hagyományos kínai írással: 天津地鐵, pinjin: Dìtiě) Kínában található Tiencsin városban és vonzáskörzetében. A metróhálózat hossza 2024 áprilisában 301 km, a metróvonalak száma 10 és az állomások száma 217 volt. Az első vonal 1984. december 28-án nyílt meg. Ez volt az ország második metrórendszere a pekingi metró után.

## Forgalom
Az utasforgalom az elmúlt években az alábbi módon változott:
| 2017 | 351 500 000 |
| 2019 | 523 470 000 |